# Honoratów
Honoratów [pronunciación en polaco: /xɔnɔˈratuf/] es un pueblo ubicado en el distrito administrativo de Gmina Paradyż, dentro del condado de Opoczno, Voivodato de Łódź, en el centro de Polonia. Se encuentra a unos 9 kilómetros al oeste de Paradyż, a 21 kilómetros al oeste de Opoczno, y a 63 kilómetros al sureste de la capital regional Łódź.